# Revl9n
Revl9n (prononcé « Revlon Nine ») est un groupe d'electropop suédois. 

## Biographie
Après la sortie de nombreux singles (On the Roof en 1999, Sharks en 2000, Someone Like You en 2003), le groupe signe un premier album homonyme en 2006. En 2009, la chanson Someone Like You est utilisée comme bande générique pour la publicité du magazine Grazia en France.